# Sorry Minister
Sorry Minister is een satirische comedyserie die vanaf september 2009 werd uitgezonden door de VPRO op Nederland 3.
De serie is een Nederlandse versie van de Britse serie Yes, Minister die tussen 1980 en 1988 werd uitgezonden en nog regelmatig wordt herhaald. Van Sorry Minister is één seizoen gemaakt.
Centraal staat de pasbenoemde minister Karel Bijl, vertolkt door Jeroen Spitzenberger, in het (fictieve) ministerie van Beheer & Beleid. De onderlinge strijd tussen de minister die graag een bepaald beleid wil uitvoeren en zijn ambtenaren en ministeriële collega's (die dat niet willen) levert een parodie op van het ministerschap.
Karel Bijl is in de serie getrouwd met Annet Bijl (Sara Kroos). De ambtenaren worden vertegenwoordigd door Lies Visschedijk (als Helen van Zuylen), Peter Heerschop (als Maarten Hulst) en Mohammed Azaay (als Mohammed). Ook Lidewij Mahler als Jeltje (de koffiejuffrouw) werkt op het nog jonge ministerie van Beheer & Beleid.

## Rolverdeling

### Minister Karel Bijl
(Jeroen Spitzenberger) (Afl. 1.01 t/m 1.11)
Minister Karel Bijl is de nieuwe minister van Beheer & Beleid. Hoewel hij niet veel ervaring heeft, is hij al vele jaren actief als Kamerlid en kan hij gerekend worden tot de bij het volk populairste figuren binnen zijn partij.
Karel Bijl wordt vertolkt door Jeroen Spitzenberger, die na zijn rol in Alles is Liefde geroemd werd als de Nederlandse Hugh Grant. Hij speelt daarnaast in onder meer Gooische Vrouwen en Annie M.G. Schmidt.

### Helen van Zuylen
(Lies Visschedijk) (Afl. 1.01 t/m 1.11)
Secretaris-Generaal Helen van Zuylen is degene die de dagelijkse gang van zaken op het ministerie van Beheer & Beleid leidt. Conservatief als ze is werkt ze de nieuwe minister voortdurend tegen, aangezien hij juist voor hervormingen is.
Helen van Zuylen wordt gespeeld door Lies Visschedijk, naast haar theaterwerk bekend van onder meer Alles is Liefde, Gooische Vrouwen, Jimmy Neutron en De Vloer Op.

### Maarten Hulst
(Peter Heerschop) (Afl. 1.01 t/m 1.11, met uitzondering van 1.02 & 1.08)
De minister van Beheer & Beleid wordt bijgestaan door zijn Privésecretaris Maarten Hulst. Een ietwat buitenbeentje met een wat onhandige en vergaande verliefdheid voor Secretaris-Generaal Helen.
Maarten Hulst wordt gespeeld door Peter Heerschop. Naast cabaretgroep NUHR werd hij bekend door zijn optredens in Kopspijkers. Iedere vrijdagochtend verzorgt hij het weekoverzicht Lieve Marianne, in het programma Evers Staat Op van Radio 538.

### Mohammed
(Mohammed Azaay) (Afl. 1.01 t/m 1.11)
De Privésecretaris van de minister van Beheer & Beleid wordt bijgestaan in het bijstaan van de minister van Beheer & Beleid door de Assistent Privésecretaris, Mohammed.
Mohammed wordt vertolkt door Mohammed Azaay, die naast diverse theaterrollen ook speelde in onder andere Bradaz, Lek en Storm in mijn Hoofd.

### Jeltje
(Lidewij Mahler) (Afl. 1.01 t/m 1.11)
Koffiejuffrouw Jeltje zorgt ervoor dat er iedere dag wat lekkers bij de koffie is. Jeltje werkt nog niet zo heel lang op het ministerie van Beheer & Beleid, maar is in die korte tijd wel uitgegroeid tot een onmisbaar onderdeel van de organisatie.
Hoewel Jeltje maar een rol is die ze speelt, brengt Lidewij Mahler ook op de set de koffie rond.

### Annet Bijl
(Sara Kroos) (Afl. 1.01 t/m 1.11, met uitzondering van 1.02, 1.06 & 1.10)
Annet Bijl wordt gespeeld door Sara Kroos, die in 2000 de publieksprijs won op het het Leids Cabaret Festival. Ze maakte daarna verschillende succesvolle programma’s en was een vast gezicht in het BNN improvisatieprogramma De Lama's.

## Bijrollen
- Sieger Sloot – Secretaris Jumbo (Aflevering 1.06, 1.07)
- Peter Blok – Beleidsadviseur minister-president Rolf de Beer (Aflevering 1.06)
- Paul Hoes – Fractievoorzitter Victor Baal (Aflevering 1.06)
- Martijn Nieuwerf – Minister BuZa Henk Tromp (Aflevering 1.06)
- Gaite Jansen – Dochter Nina Bijl (Aflevering 1.07)
- Pepijn Schoneveld – Peter vriend van Nina (Aflevering 1.07)
- Wimie Wihelm – Dieractivist Wilma Bever (Aflevering 1.07)

## Afleveringen
- Onderwerp 1.01: Beheer, Beleid & Openheid
- Onderwerp 1.02: Beheer, Beleid & Bezoek
- Onderwerp 1.03: Beheer, Beleid & Bezuiniging
- Onderwerp 1.04: Beheer, Beleid & Big Brother
- Onderwerp 1.05: Beheer, Beleid & Beveiliging
- Onderwerp 1.06: Beheer, Beleid & Identiteit
- Onderwerp 1.07: Beheer, Beleid & Bevers, Korenwolven, Zandhagedissen, Woelmuizen, Boomkikkers en Kamsalamanders
- Onderwerp 1.08: Beheer, Beleid & Bankiers
- Onderwerp 1.09: Beheer, Beleid & Solidariteit
- Onderwerp 1.10: Beheer, Beleid & Leefbaarheid
- Onderwerp 1.11: Beheer, Beleid & Loyaliteit